# Cristian Aracena
Cristian Roberto Aracena (Mendoza, Argentina; 8 de febrero de 1987) es un futbolista argentino. Juega de arquero y su equipo actual es Huracán Las Heras que disputa el Federal A.

## Clubes
| Club                    | País      | Año           |
| ----------------------- | --------- | ------------- |
| Godoy Cruz              | Argentina | 2005 - 2010   |
| 9 de Julio              | Argentina | 2010 - 2011   |
| Deportivo Maipú         | Argentina | 2011          |
| Gimnasia y Esgrima (M)  | Argentina | 2011 - 2012   |
| Deportivo Guaymallén    | Argentina | 2012 - 2014   |
| Gutiérrez Sport Club    | Argentina | 2014 - 2015   |
| Independiente Rivadavia | Argentina | 2015 - 2021   |
| Club Almagro            | Argentina | 2022 - 2023   |
| Gutiérrez Sport Club    | Argentina | 2023 - 2024   |
| Huracán Las Heras       | Argentina | 2024-presente |